# Brook Avenue
Brook Avenue – stacja metra nowojorskiego, na linii 6. Znajduje się w dzielnicy Bronx, w Nowym Jorku i zlokalizowana jest pomiędzy stacjami Cypress Avenue i Third Avenue – 138th Street. Została otwarta 7 stycznia 1919.